# Хариков, Юрий Фёдорович
Юрий Фёдорович Хариков (род. 20 июля 1959, Воронеж) — российский театральный художник.
После окончания архитектурного факультета Ленинградского инженерно-строительного института работал архитектором в Выборге, потом там же в Театре кукол — художником. В 1985 стал главным художником Ленинградского областного театра кукол, затем — главным художником Орловского драматического театра им. И. С. Тургенева. С 1988 г. живёт в Москве.

## Карьера и творчество
Автор сценографии более чем к 40 спектаклям, среди которых «Свадьба Кречинского» (Малый театр), «Принц Гомбургский» (театр «Et Cetera»), «Князь Игорь» (Мариинский театр).

## Сценография к спектаклям
- 1992 — «Цикады», «Санкт-Петербургский маленький балет», балетмейстер Андрей Кузнецов
- 1993 — «Три грезы», «Санкт-Петербургский маленький балет», балетмейстер Андрей Кузнецов
- 1995 — «Королевские игры», Ленком, режиссёр Марк Захаров
- 1997 — «Свадьба Кречинского», Малый театр, режиссёр Виталий Соломин

## Награды и Премии
- 1996 — Премия им. К. С. Станиславского за лучшую сценографию, проект Б. Юхананова Сад по пьесе А. Чехова
- 1997 — Золотая медаль Пражской Квадриеннале.
- 1998 — «Золотая маска», лучшая работа художника — «Бумбараш» по А. Гайдару, театр «СамАрт», Самара
- 2003 — «Золотая маска», лучшая работа художника — «Мамаша Кураж» по Б. Брехту, театр «СамАрт», Самара
- 2014 — «Золотой Арлекин», лучшая работа художника по костюмам — работа в спектакле «Капитанская дочка», Саратовский академический театр юного зрителя имени Ю. П. Киселёва

## Фильмография

### Художник
- «Москва», режиссёр Александр Зельдович
- «Эйфория», режиссёр Иван Вырыпаев

### Актёр
- 2012 — Москва 2017 — медэксперт
- 2002 — Иван дурак — дежурный санитар